# Sevazjajr

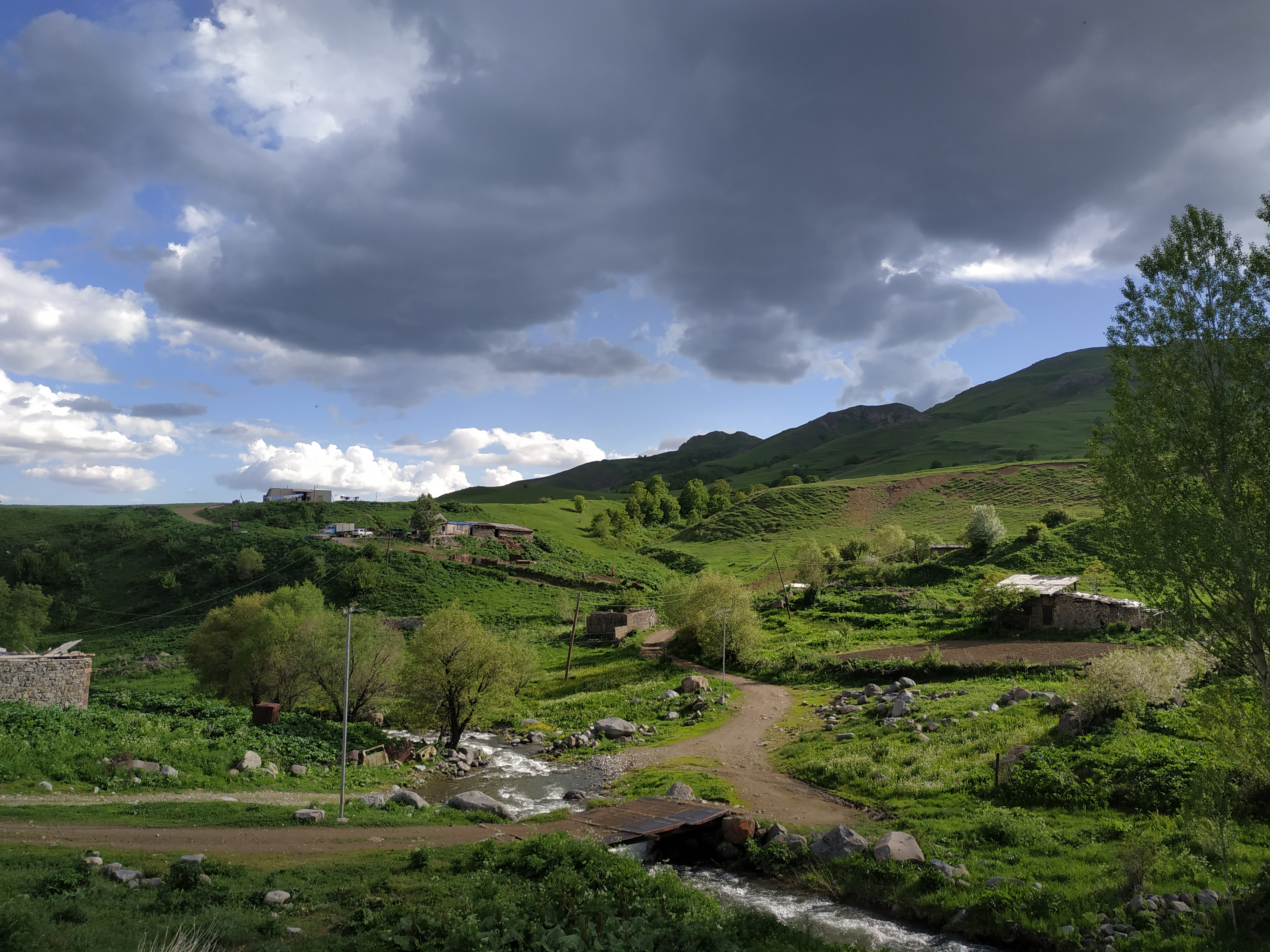
Zicht vanaf het dorp Sevazhayr 2019

Sevazjajr (Sevazhayr) (Armeens: Սևաժայռ) is een dorpje in de provincie Vajots Dzor in Armenië. Sinds 2017 ligt het dorpje binnen de Yeghegis gemeenschap. Sevazjajr ligt aan het gelijknamige beekje de Sevazjajr, de bovenloop van de rivier Yeghegis een rechterzijrivier van de Arpa. Sevazjajr ligt op de zuidelijke helling van het Vardenis-gebergte, twee kilometer ten noordwesten van Sevazjajr ligt de gelijknamige berg deSevazjajr (Sevazhayr) met een hoogte van 2727 meter. In het gebied wordt gewandeld en geklommen.
In 2004 woonden in Sevazjajr 64 mensen. Tot 1989 woonden er Azerbeidzjanen, daarna Armeniërs. Het dorp kreeg meerdere namen de voorlaatste was Gharaghaya (Karakaya). Vlak bij het dorp staat de ruïne van een Armeense kerk, "Kharagaya".

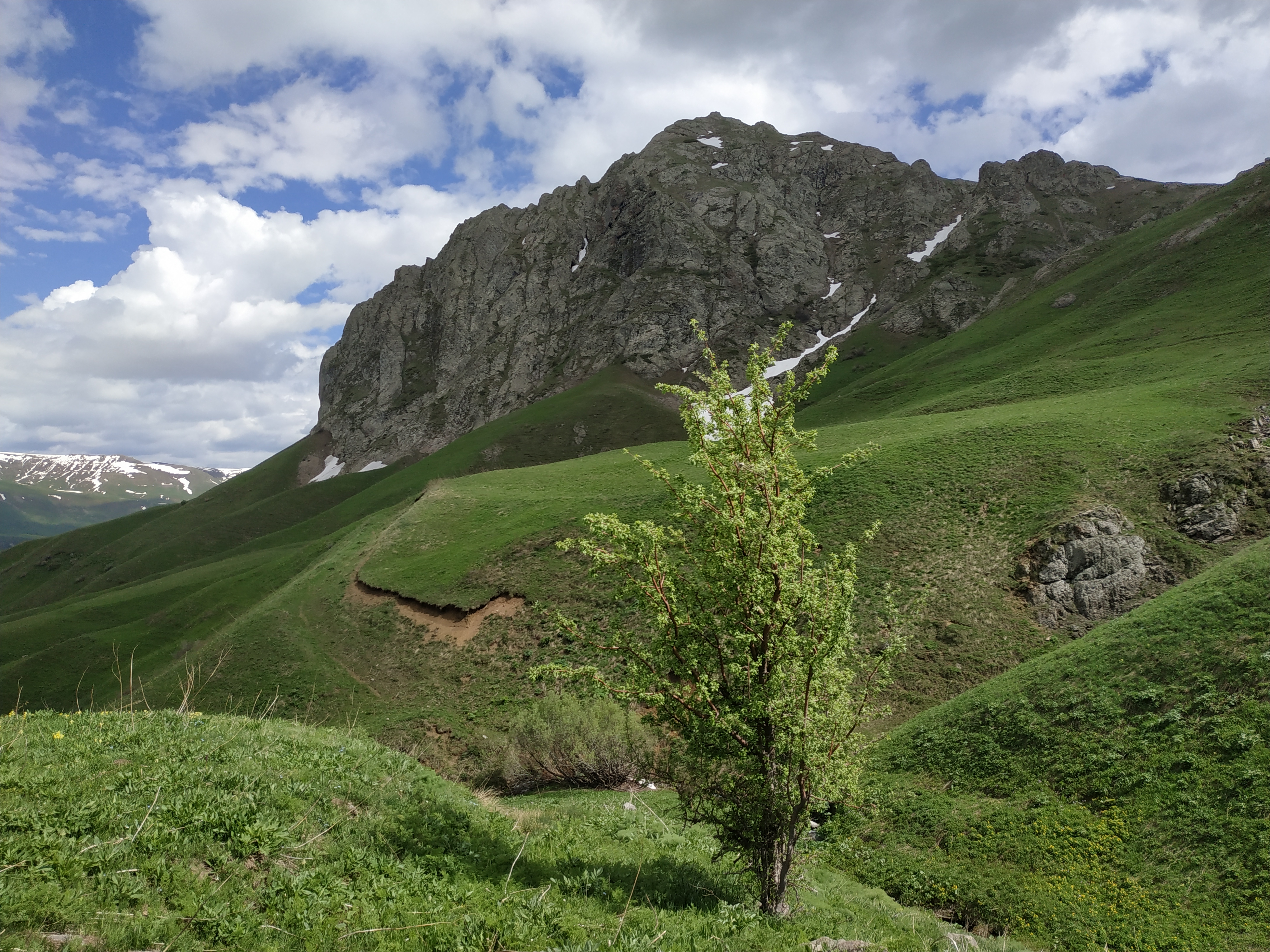
Berg Sevazjajr met een hoogte van 2727 meter, ligt 2 km ten noordwesten van het gelijknamige dorpje.

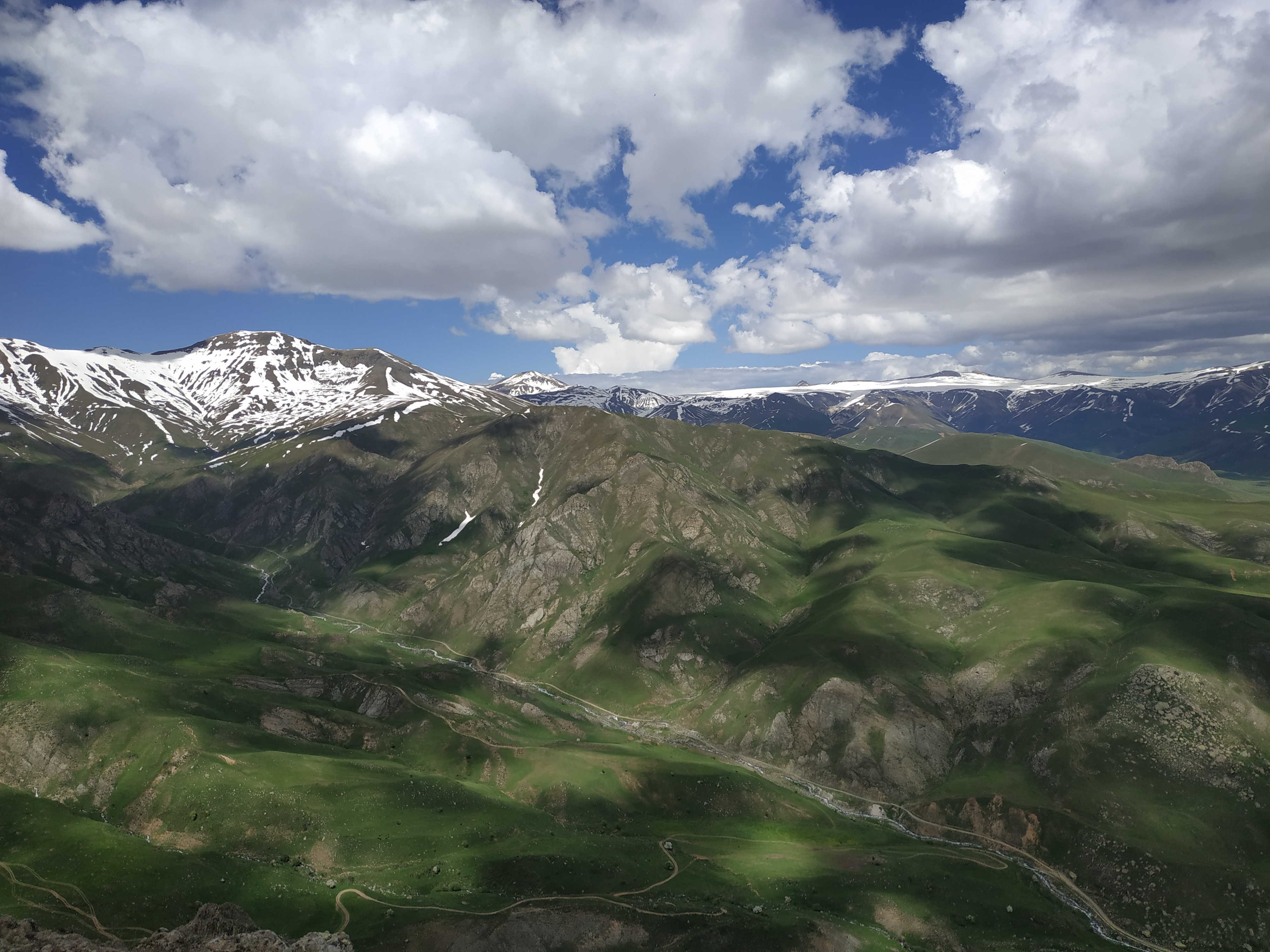
Het beekje Sevazjajr en de berg Sokhasar vanaf de berg Sevazjajr